# Herbert Schmidt (Jurist)
Herbert Schmidt (* 31. Oktober 1906 in Leipzig; † 29. Dezember 1985 in Nürnberg) war ein deutscher Jurist und Autor juristischer Fachbücher.

## Juristische Tätigkeit
Herbert Schmidt wurde als Sohn eines Kaufmanns in Leipzig geboren. Nach dem Besuch des humanistischen König-Albert-Gymnasiums studierte er in München, Köln und Leipzig Jura. 1933 legte Schmidt das Assessor-Examen ab. Danach war er als Richter im sächsischen Justizdienst bis 1941 tätig. 1936 wurde er in Leipzig bei Ernst Jaeger mit einer Arbeit über Pfändungspfandrecht und Beschlagnahmevorrecht promoviert. Während seiner Richtertätigkeit war Schmidt unter anderem auch für ein Jahr an das Oberlandesgericht in Dresden abgeordnet. Dort wirkte er im 14. Zivilsenat, welcher zugleich der Kostensenat war. Senatsmitglied war damals unter anderem Wilhelm Gerold. 1941 wurde Schmidt zum Wehrdienst eingezogen. Nach Kriegsende kehrte Schmidt zunächst an seine alte Wirkungsstätte am Amtsgericht im vogtländischen Reichenbach zurück. Nach dem Abzug der amerikanischen Besatzungstruppen wurde Schmidt allerdings aus dem Justizdienst entlassen. 1947 übersiedelte Schmidt mit seiner Familie nach Bayern ins oberpfälzische Roding. Dort finanzierte Schmidt zunächst mit Gelegenheitsarbeiten, Fachverlagstätigkeit und Urlaubsvertretungen seinen Lebensunterhalt. 1950 wurde er in den bayerischen Justizdienst übernommen, 1951 zum Landgerichtsrat am Landgericht Nürnberg-Fürth ernannt. 1956 wechselte Schmidt an das Oberlandesgericht Nürnberg, nunmehr als Oberlandesgerichtsrat. 1965 übernahm er als Senatspräsident den 4. Zivilsenat des Nürnberger OLG, welchen er bis zu seinem Ruhestand 1971 führte. Darüber hinaus war Schmidt von 1962 1971 Mitglied des Bayerischen Ehrengerichtshofes für Rechtsanwälte. Für den Deutschen Anwaltverein wirkte Schmidt ab 1963 als Dozent für Rechtsanwaltsgebührenrecht.

## Tätigkeit als Autor
Nach dem Tod von Wilhelm Gerold im Jahr 1962 übernahm Schmidt die Aufgabe, dessen Standardkommentar zum Rechtsanwaltsgebührenrecht zu übernehmen. Erstmals veröffentlichte Schmidt 1967 die nunmehr 3. Auflage des als Gerold/Schmidt bekannten Kommentars zur damaligen BRAGO. Insgesamt zeichnete Schmidt bis zur 8. Auflage von 1984 verantwortlich. Dieser Kommentar wird mittlerweile in der 21. Auflage, nunmehr als RVG-Kommentar fortgesetzt und zählt als Standardkommentar.